# Pinsà muntanyenc oriental
Leucosticte arctoaEl pinsà muntanyenc oriental (Leucosticte arctoa) zones obertes i rocoses, zones alpines i glaciars de Sibèria oriental, Kamtxatka, illes Kurils i nord-oest de Mongòlia.